# Гари Кахил
Гари Џејмс Кахил (енгл. Gary James Cahill; Дронфилд, 19. децембар 1985, Дронфилд) јесте бивши енглески фудбалер. 
Био је репрезентативац Енглеске за коју је наступио на више од 60 утакмица. С њом је учествовао на светским првенствима 2014. и 2018. као и на Европском првенству 2016. године.

## Статистика
| Тим      | Година | Наступи | Голови |
| -------- | ------ | ------- | ------ |
| Енглеска | 2010.  | 1       | 0      |
| 2011.    | 6      | 1       |        |
| 2012.    | 5      | 1       |        |
| 2013.    | 9      | 0       |        |
| 2014.    | 12     | 1       |        |
| 2015.    | 7      | 0       |        |
| 2016.    | 12     | 1       |        |
| 2017.    | 6      | 0       |        |
| 2018.    | 3      | 1       |        |
| Укупно   | Укупно | 61      | 5      |